# TT394
La tombe thébaine TT 394 est située à Dra Abou el-Naga, dans la nécropole thébaine, sur la rive ouest du Nil, face à Louxor en Égypte.
C'est la tombe d'un inconnu, à la période ramesside.